# Mike Ternasky
Mike Ternasky, né le 4 mars 1966 et mort le 17 mai 1994, est l'un des fondateurs de la team Plan B (skateboard). Peu connu en tant que skateur, il a malgré tout beaucoup influencé le monde du skate.

## Biographie
Team Manager motivé, il poussa ses amis à aller au-dessus de leurs limites. Il adorait filmer et savait l'importance qu'une vidéo de skate pouvait avoir dans le milieu, et même sur la société (le « style skateur »).
Le 17 mai 1994, Ternasky meurt tragiquement dans un accident de voiture, frappé de plein fouet par un mini van conduit par une vieille dame.